# Berta da Lotaríngia
Berta (nascida entre 863 e 868 – março de 925 em Lucca) foi condessa de Arles por casamento com Teobaldo de Arles, e margravina da Toscana por casamento com Adalberto II da Toscana.
Ela era a segunda filha ilegítima de Lotário II, Rei da Lotaríngia, com sua concubina Waldrada.
Berta morreu em 8 de março de 925 em Lucca